# Brutality
Brutality (englisch für „Brutalität“) ist eine Death-Metal-Band aus Tampa, Florida (USA). Sie spielt typischen Florida Death Metal.

## Geschichte
Brutality wurde 1986 unter dem Namen Abomination gegründet. Aufgrund der Namensgleichheit mit Paul Speckmanns Band Abomination benannte man sich erst in Darkness und kurz darauf in Brutality um.
Erst 1993 veröffentlichte die Band ihr Debütalbum Screams of Anguish über das deutsche Musiklabel Nuclear Blast. Nach dem dritten Album In Mourning verlor Brutality ihren Plattenvertrag und erhielt nach einiger Zeit und einem kurzzeitigen Split einen Vertrag bei dem polnischen Label Still Dead Productions.
Kurz vor den Aufnahmen zum vierten Album Ende 2004 starb Larry Sapp alias „Mausolus Arguelles von Kiszka“, daraufhin löste sich die Band auf.
Einige der ehemaligen Bandmitglieder haben die Band „Astaroth“' gegründet. Nach mehrjähriger Abwesenheit hat sich die Band im Jahr 2012 reformiert. Im Januar 2016 veröffentlichte sie das Album Sea Of Ignorance.

## Stil
Die MusikWoche schrieb 1994: „Mit höllischen Gitarrenriffs, brachialen Rhythmus-Gewittern und unheilschwangeren, theatralischen Gesangseinlagen überzeugt Brutality […] jeden Zweifler von der wahren Bedeutung des Bandnamens.“ Bryan Hipp äußerte sich im Rock Hard: „Unsere Musik ist brutal und aggressiv.“ In Verbindung mit Tempowechseln würde man sie deswegen oft mit Morbid Angel vergleichen. „Aber wir haben auch die Fähigkeit, angenehme Parts, schöne Sounds und Rhythmen zu verarbeiten; gleichzeitig versuchen wir, Technik und Schnelligkeit mit Groove zu verbinden.“

## Diskografie
- 1987: Abomination (Demo)
- 1988: Brutality (Demo)
- 1988: Demo
- 1989: Dimension Demented (Demo)
- 19??: Untitled (7" Single-EP, enthält 3 Songs von Dimension Demented)
- 1990: Hell On Earth (Single-EP)
- 1991: Metamorphosis (Demo)
- 1992: Sadistic / Spawned Illusion (7" Single-EP)
- 1992: Advance (Demo)
- 1993: Screams Of Anguish (Album)
- 1994: When The Sky Turns Black (Album)
- 1997: In Mourning (Album)
- 2002: Metamorphosis / Dimension Demented (Best-of-Album)
- 2002: Brutality Live (Live)
- 2003: Demo
- 2013: Ruins of Humans (EP)
- 2016: Sea of Ignorance

## Ehemalige Mitglieder

### Gitarre
- Larry Sapp (Astaroth)
- Bryan Hipp (ex-Acheron, ex-Cradle of Filth, ex-Diabolic, ex-After Death)
- Pete Sykes (Contorted)
- Dana Walsh (Degradation)
- Bill Benson
- Tim Mitchell
- Ben Williams (The Guff)
- Don Gates
- Jay Fernandez

### Schlagzeug
- Don Gates
- Donny Yanson
- Kenny Karg (The Guff)